# Hudson Nunatak
Hudson Nunatak är en nunatak i Antarktis. Den ligger i Östantarktis. Australien gör anspråk på området. Toppen på Hudson Nunatak är 1 746 meter över havet.
Terrängen runt Hudson Nunatak är huvudsakligen en högslätt. Trakten är obefolkad. Det finns inga samhällen i närheten. 